# Limnophora narranderae
Limnophora narranderae är en tvåvingeart som beskrevs av Malloch 1925. Limnophora narranderae ingår i släktet Limnophora och familjen husflugor. Inga underarter finns listade i Catalogue of Life.